# Генріх Дітцель
Генріх Діцель (нім. Heinrich Dietzel: 19 січня 1857, Лейпциг — 22 травня 1935, Бонн) — німецький соціоекономіст.

## Життєпис
Будучи сином лейпцизького вченого-юриста Густава Дітцеля (1827—1864), Дітцель вивчав право та політологію в Гейдельберзькому університеті Рупрехта-Карла з 1876 року. У 1877 році його прийняли до Корпусу Свевія в Гейдельберзі. Як член студентського об'єднання, він перейшов до Берлінського університету Фрідріха Вільгельма. Разом із Вернером Зомбартом та Германом Баром він був учнем Адольфа Вагнера (Вагнер любив називати Дітцеля своїм «єдиним учнем»). Він отримав ступінь доктора права у 1879 році в Геттінгенському університеті імені Георга-Августа, а в 1882 році в Берліні як здобув ступінь доктора філософії. У 1882/83 роках він подорожував до Франції та Італії. У 1885 році — у віці 28 років — він став професором Дерптського університету. Тут він досліджував діяльність соціолога Карла Робертуса-Ягецова. У 1890 році він обійняв посаду наступника Ервіна Нассе в Боннському університеті. Він залишився в Бонні та відмовився від пропозицій Фрайбурзького університету Альберта Людвіга, Лейпцизького університету та Берлінської вищої школи менеджменту. Він виступав проти протекціоністської політики канцлера Лео фон Капріві. Шанований своїми учнями за «фанатичну ясність», Дітцель вважався «ліберальним індивідуалістом», який тримався на відстані від колег.

## Науковий доробок
- Theoretische Socialökonomik. Leipzig 1895.
- Weltwirtschaft und Volkswirtschaft. Dresden 1900 (Vorschau bei Google Books) (Digitalisierte Ausgabe unter: urn:nbn:de:s2w-8739)
- Die Theorie von den drei Weltreichen. Berlin 1900.
- Das neunzehnte Jahrhundert und das Programm des Liberalismus. Rede zur Feier des 27. Januar 1900. Bonn 1900 (anlässlich des Geburtstages von Wilhelm II.)
- Socialpolitik und Handelspolitik. Berlin 1902.
- Das Produzenteninteresse der Arbeiter und die Handelsfreiheit. Ein Beitrag zur Theorie vom Arbeitsmarkt und vom Arbeitslohn. G. Fischer, Jena 1903.
- Vergeltungszölle. Berlin 1904.
- Der Deutsch-amerikanische Handelsvertrag und das Phantom der amerikanischen Industriekonkurrenz. Berlin 1905 (Vorschau bei Google Books)
- Reichsnachlasssteuer oder Reichsvermögenssteuer? Berlin 1908.
- List's Nationales System und die «Nationale» Wirtschaftspolitik. Tübingen 1912.
- Kriegssteuer oder Kriegsanleihe? Tübingen 1912.
- Englische und preußische Steuerveranlagung. Ein Vergleich des englischen mit dem preußischen System der Einkommensbesteuerung (Quellenprinzip contra Empfängerprinzip). Duncker & Humblot, Berlin Leipzig 1919.
- Die Nationalisierung der Kriegsmilliarden. Tübingen 1919.
- mit Heinrich Herkner: Neue Beiträge zur Neuordnung der deutschen Finanzwirtschaft. München 1919.
- Beiträge zur Geschichte des Sozialismus und Kommunismus. Essen 1920. (Vorschau bei Google Books)
- Vom Lehrwert der Wertlehre und vom Grundfehler der Marxschen Verteilungslehre. Leipzig 1921.
- Technischer Fortschritt und Freiheit der Wirtschaft. Berlin 1922.
- Die Bedeutung des «Nationalen Systems» für die Vergangenheit und für die Gegenwart. G. Fischer, Jena 1925.